# Lazise
Lazise er en by og kommune i det nordlige Italien ved Gardasøen. Det ligger ca. 120 km vest for Venedig og 20 km nordvest for Verona.

## Historie
Byens navn stammer fra det latinske lacus, som på dansk betyder indsø. Mellem 888 og 961 hørte byen direkte under kongen Berengar 2., hvilket betød, at byen havde samme rettigheder som en fristad. Herefter kom byen ind under det Tysk-Romerske Rige. I 983 gav kejser Otto den Store byen tilladelse til at opbygge forsvarsværker og tildelte den handelsrettigheder. Den betragtes som den første og ældste kommune i Italien. I det 13. og 14. århundrede kom byen under kontrol af Verona og Scaligeri-familien. Under den tid opbyggedes slottet og byens fæstningsmure. 
I 1405 kom byen under Republikken Venedig og var det indtil Napoleon erobrede det nordlige Italien i 1796. Efter Wienerkongressen i 1815 kom byen til at tilhøre kejserriget Østrig indtil 1866, hvor det blev en del af det nyoprettede kongerige Italien.

## Turisme
Syd for byen ligger den store forlystelsespark Gardaland.

## Galleri
- Slottet
- Udsigt mod Gardasøen
- Havnefronten
- Et levn fra tiden under Østrig.